# 玉兰
玉兰（学名：Magnolia denudata），别名白玉兰、望春花、玉兰花，原产中国中部山野，现世界各地庭园常见栽培，是上海市市花。中文中慣稱含笑屬的白蘭（学名：Michelia x alba）為「玉蘭花」，但實際上兩者為不同種不同屬的植物。

## 形態
落葉小喬木，高可達15m。樹冠卵形或近球形。幼枝及芽均有毛。倒卵狀長橢圓形葉子，長10～15cm，先端突尖而短鈍，基部廣楔形或近圓形，幼時被面有毛。花大，逕12～15cm

## 习性
喜光，稍耐蔭，頗耐寒，北京地區於背風向陽處能露地過冬。喜肥沃適當濕潤而排水良好的酸性土壤（pH5～6），但亦能生長於鹼性土（pH7～8）中。根肉質，畏水淹。生長速度較慢，在北京地區每年伸長不過30cm左右。在北京於4月初萌動，4月中旬開花，花期約十天，花謝後展葉，至5月初可形成葉幕。至10月中下旬開始落葉，11月落淨。在長江流域於3月開花，在廣州2月即可開花。

## 用途

### 观赏及园林用途
玉兰花大、洁白而芳香，是中国著名的早春花木，因为开花时无叶，故有“木花树”之称。最宜列植堂前、点缀中庭。从公元6世纪开始，它被种植于中国佛教寺庙的花园中。在唐朝时它的花朵被看作是纯洁的象征，并且栽种在皇帝宫殿的花园里。民间传统的宅院配植中讲究“玉棠春富贵”，其意为吉祥如意、富有和权势。所谓玉即玉兰、棠即海棠、春即迎春、富为牡丹、贵乃桂花。玉兰盛开之际有“莹洁清丽，恍疑冰雪”之赞。如配植于纪念性建筑之前则有“玉洁冰清”象征着品格的高尚和具有崇高理想脱却世俗之意。如从植于草坪或针叶树丛之前，则能形成春光明媚的景境，给人以青春、喜悦和充满生气的感染力。此外玉兰亦可用于室内瓶插观赏。

### 经济用途

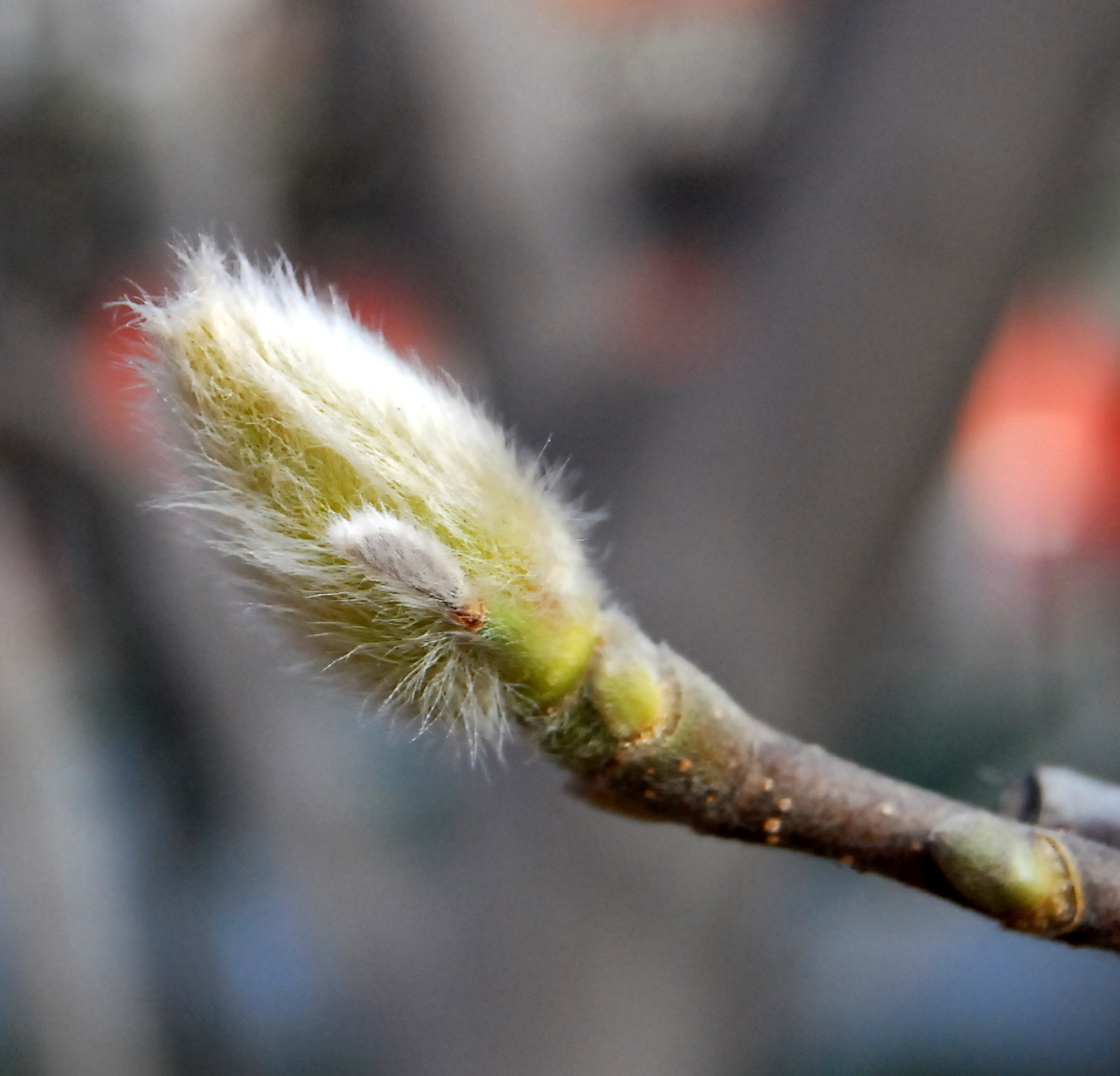
玉兰冬天时的花苞

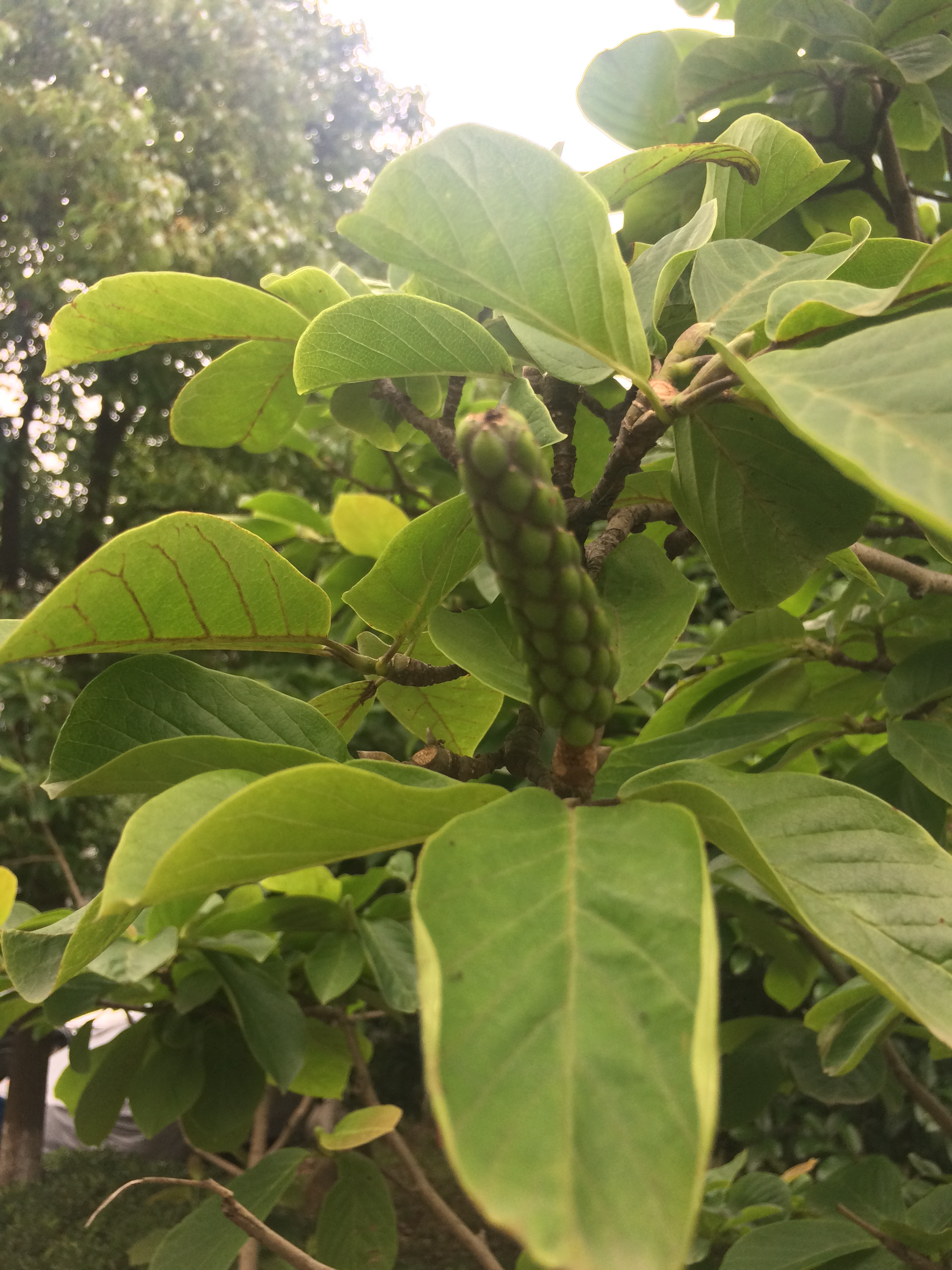
初夏玉兰的果实

花瓣质厚而清香，可裹面油煎食用，又可糖渍，香甜可口。种子可榨油，树皮可入药，木材可供制小器具或雕刻用。

## 延伸阅读
- Russell, Tony & Catherine Cutler (Hermes House 2004) 《Trees, an Illustrated Identifier and Encyclopedia》 Aness Publishing.
- 陈有民：《园林树木学》（2000年8月），中国林业出版社，ISBN 7-5038-0523-4